# Wapen van Stadskanaal

Wapen van Stadskanaal

Het wapen van Stadskanaal was het gemeentelijke wapen van de voormalige gemeente Onstwedde dat overgenomen werd door de gemeente Stadskanaal in de Nederlandse provincie Groningen. De omschrijving luidt:
"In sabel drie dwarsbalken van zilver, met een gouden vrijkwartier, waarin een dubbele adelaar van sabel en een hartschild van azuur met een korenschoof van goud. Het schild gedekt door een gouden kroon van drie bladeren en twee parels"

## Geschiedenis
Op het vrijkwartier staat de Groningse adelaar, zonder het kenmerkende Groninger hartschild. De korenschoof op het hartschild stamt uit de tijd dat Onstwedde vanouds onder Westerwolde hoorde. Omdat de kleuren onbekend zijn werden deze in de rijkskleuren weergegeven. De zilveren dwarsbalken symboliseren de kanalen in het veengebied. Het wapen werd op 9 mei 1935 aan Onstwedde verleend, het wapen werd door Stadskanaal overgenomen zonder Koninklijk Besluit en wapendiploma en is daarom niet erkend door de Hoge Raad van Adel. In Nederland werd de procedure rondom het vastleggen van wapens bepaald met het Souverein Besluit van 24 december 1814, nummer 32, en de Koninklijk Besluiten van  23 april 1919, Stb. 181 en 21 oktober 1977, Stb. 605. In 1814 werd de Hoge Raad van Adel toegewezen als officieel adviesorgaan van de Kroon rondom de verlening van wapens. Een wettelijke verplichting voor zowel de aanvraag als het voeren van een wapen bestaat er niet. In de praktijk komt dit bijna niet voor, een officieel door de Kroon verleend wapen wordt algemeen op prijs gesteld.